# Quốc tế ca
Quốc tế ca (tiếng Pháp: L'Internationale) là bài tụng ca chủ nghĩa cánh tả. Nó từng là ngọn cờ của phong trào xã hội chủ nghĩa từ cuối thế kỉ 19, khi Đệ Nhị Quốc tế chấp nhận ca khúc là bài ca tranh đấu chính thức. Nguyên bản tiếng Pháp được sáng tác năm 1871 bởi Eugène Pottier (1816 – 1887) sau thất bại của Công xã Paris, một người Pháp theo chủ nghĩa vô chính phủ, hội viên của Đệ Nhất Quốc tế, sau này là một hội viên trong Hội đồng thành phố Công xã Paris). Nhà xã hội người Bỉ Pierre Degeyter (1848 – 1932) phổ thơ thành nhạc năm 1888 (lúc ban đầu họ dự định hát theo điệu nhạc của bài La Marseillaise).
Quốc tế ca đã trở thành bài hát quen thuộc trong cách mạng Xã hội chủ nghĩa. Tác phẩm được dịch ra nhiều ngôn ngữ, như Tiếng Trung Quốc, Tiếng Nga, thậm chí đã được dịch sang Tiếng Việt.
Tại nhiều quốc gia châu Âu, bài hát đã bị cấm vào đầu thế kỷ 20 vì liên hệ với chủ nghĩa cộng sản và có thông điệp lật đổ chính phủ tư bản.
Phiên bản tiếng Nga được chọn làm quốc ca của Liên Xô từ năm 1917 đến 1944; khi Liên Xô chọn bài quốc ca khác ("Quốc ca Liên bang Xô viết") thì "Quốc tế ca" trở thành đảng ca của Đảng Cộng sản Liên Xô. Lời tiếng Nga do Aron Kots (Arkadiy Yakolevich Kots) soạn vào năm 1902 và được phổ biến trong một nguyệt san tiếng Nga in tại Luân Đôn.
"Quốc tế ca" được những người theo cánh tả như vô chính phủ, xã hội, cộng sản, dân chủ xã hội, công đoàn hát. Nó cũng là bài ca cuộc Nổi dậy tại Đông Đức 1953 do phe đệ tứ lãnh đạo chống lại ách đế quốc chủ nghĩa Nga kiểu Stalin; của các sinh viên và công đoàn trong cuộc biểu tình tại Quảng trường Thiên An Môn năm 1989 chống đối chính phủ Cộng hòa Nhân dân Trung Hoa.
Nhạc của bài Quốc tế ca vẫn còn thuộc bản quyền tại Pháp cho đến năm 2014, nhưng bản quyền không được các thành phần cánh tả tuân theo. Trong năm 2005 một nhà làm phim đã phải trả 1000 Euro để sử dụng bài này trong phim.

## Lời

### Lời tiếng Pháp
| Lời gốc | Phiên bản năm 1887 |
| --- | --- |
| Debout ! l'âme du prolétaire Travailleurs, groupons-nous enfin. Debout ! les damnés de la terre ! Debout ! les forçats de la faim ! Pour vaincre la misère et l'ombre Foule esclave, debout ! debout ! C'est nous le droit, c'est nous le nombre : Nous qui n'étions rien, soyons tout : Refrain : C’est la lutte finale Groupons-nous et demain L’Internationale Sera le genre humain : Il n’est pas de sauveurs suprêmes : Ni Dieu, ni César, ni Tribun. Travailleurs, sauvons-nous nous-mêmes ; Travaillons au salut commun. Pour que les voleurs rendent gorge, Pour tirer l’esprit du cachot, Allumons notre grande forge ! Battons le fer quand il est chaud ! Refrain Les Rois nous saoulaient de fumées Paix entre nous ! guerre aux Tyrans ! Appliquons la grève aux armées Crosse en l’air ! et rompons les rangs ! Bandit, prince, exploiteur ou prêtre Qui vit de l'homme est criminel ; Notre ennemi, c'est notre maître : Voilà le mot d'ordre éternel. Refrain L'engrenage encor va nous tordre : Le capital est triomphant ; La mitrailleuse fait de l'ordre En hachant la femme et l'enfant. L'usure folle en ses colères Sur nos cadavres calcinés Soude à la grève des Salaires La grève des assassinés. Refrain Ouvriers, Paysans, nous sommes Le grand parti des travailleurs. La terre n’appartient qu’aux hommes. L'oisif ira loger ailleurs. C'est de nos chairs qu'ils se repaissent ! Si les corbeaux si les vautours Un de ces matins disparaissent … La Terre tournera toujours. Refrain Qu'enfin le passé s'engloutisse ! Qu'un genre humain transfiguré Sous le ciel clair de la Justice Mûrisse avec l'épi doré ! Ne crains plus les nids de chenilles Qui gâtaient l'arbre et ses produits Travail, étends sur nos familles Tes rameaux tout rouges de fruits ! Refrain | Debout ! les damnés de la terre ! Debout ! les forçats de la faim ! La raison tonne en son cratère, C’est l’éruption de la fin. Du passé faisons table rase, Foule esclave, debout ! debout ! Le monde va changer de base : Nous ne sommes rien, soyons tout ! Refrain : C’est la lutte finale Groupons-nous, et demain, L’Internationale, Sera le genre humain. Il n’est pas de sauveurs suprêmes, Ni Dieu, ni César, ni tribun, Producteurs sauvons-nous nous-mêmes ! Décrétons le salut commun ! Pour que le voleur rende gorge, Pour tirer l’esprit du cachot, Soufflons nous-mêmes notre forge, Battons le fer quand il est chaud ! Refrain L’État opprime et la loi triche, L’impôt saigne le malheureux ; Nul devoir ne s’impose au riche, Le droit du pauvre est un mot creux. C’est assez languir en tutelle, L’égalité veut d’autres lois : « Pas de droits sans devoirs, dit-elle, Égaux, pas de devoirs sans droits ! » Refrain Hideux dans leur apothéose, Les rois de la mine et du rail, Ont-ils jamais fait autre chose, Que dévaliser le travail ? Dans les coffres-forts de la bande, Ce qu’il a créé s’est fondu. En décrétant qu’on le lui rende, Le peuple ne veut que son dû. Refrain Les Rois nous saoûlaient de fumées, Paix entre nous, guerre aux tyrans ! Appliquons la grève aux armées, Crosse en l’air et rompons les rangs ! S’ils s’obstinent, ces cannibales, À faire de nous des héros, Ils sauront bientôt que nos balles Sont pour nos propres généraux. Refrain Ouvriers, Paysans, nous sommes Le grand parti des travailleurs ; La terre n’appartient qu’aux hommes, L'oisif ira loger ailleurs. Combien de nos chairs se repaissent ! Mais si les corbeaux, les vautours, Un de ces matins disparaissent, Le soleil brillera toujours ! Refrain |

### Lời tiếng Nga
| Lời tiếng Nga | Tạm dịch tiếng Việt |
| --- | --- |
| \| Ký tự Cyrill \| Ký tự Latinh \| \| ------------------------------------------------------------------------------------------------------------------------------------------------------------------------------------------------------------------------------------------------------------------------------------------------------------------------------------------------------------------------------------------------------------------------------------------------------------------------------------------------------------------------------------------------------------------------------------------------------------------------------------------------------------------------------------------------------------------------------------------------------------------------------------------------------------------------------------------------------------------------------------------------------------------------------------------------------------------------------------------------------------------------------------------------------------------------------------------------------------------------------------------------------------------------------------------------------------------------------------------------------------------------------------------------------------------------------------------------------------------------------------------------------------------------------------------------------------------------------------------------- \| ------------------------------------------------------------------------------------------------------------------------------------------------------------------------------------------------------------------------------------------------------------------------------------------------------------------------------------------------------------------------------------------------------------------------------------------------------------------------------------------------------------------------------------------------------------------------------------------------------------------------------------------------------------------------------------------------------------------------------------------------------------------------------------------------------------------------------------------------------------------------------------------------------------------------------------------------------------------------------------------------------------------------------------------------------------------------------------------------------------------------------------------------------------------------------------------------------------------------------------------------------------------------------------------------------------------------------------------------------------------------------------------------------------------------------------------------------------------------------------------------------------------------------------------- \| \| Вставай, проклятьем заклеймённый, Весь мир голодных и рабов! Кипит наш разум возмущённый И в смертный бой вести готов. Весь мир насилья мы разрушим До основанья, а затем Мы наш, мы новый мир построим, – Кто был ничем, тот станет всем. Припев: Это есть наш последний И решительный бой; С Интернационалом Воспрянет род людской! Никто не даст нам избавленья: Ни бог, ни царь и не герой! Добьёмся мы освобожденья Своею собственной рукой. Чтоб свергнуть гнёт рукой умелой, Отвоевать своё добро, – Вздувайте горн и куйте смело, Пока железо горячо! Припев Довольно кровь сосать, вампиры, Тюрьмой, налогом, нищетой! У вас – вся власть, все блага мира, А наше право – звук пустой ! Мы жизнь построим по-иному – И вот наш лозунг боевой: Вся власть народу трудовому! А дармоедов всех долой! Припев Презренны вы в своём богатстве, Угля и стали короли! Вы ваши троны, тунеядцы, На наших спинах возвели. Заводы, фабрики, палаты – Всё нашим создано трудом. Пора! Мы требуем возврата Того, что взято грабежом. Припев Довольно королям в угоду Дурманить нас в чаду войны! Война тиранам! Мир Народу! Бастуйте, армии сыны! Когда ж тираны нас заставят В бою геройски пасть за них – Убийцы, в вас тогда направим Мы жерла пушек боевых! Припев Лишь мы, работники всемирной Великой армии труда, Владеть землёй имеем право, Но паразиты – никогда! И если гром великий грянет Над сворой псов и палачей, – Для нас всё так же солнце станет Сиять огнём своих лучей. Припев \| Vstavaj, prokljatjem zaklejmjonnyj, Vesj mir golodnyh i rabov! Kipit naš razum vozmuščjonnyj I v smertnyj boj vesti gotov. Vesj mir nasiljja my razrušim Do osnovanjja, a zatem My naš, my novyj mir postroim, – Kto byl ničem, tot stanet vsem. Pripev: Eto jestj naš poslednij I rešiteljnyj boj; S Internacionalom vosprjanet rod ljudskoj! Nikto ne dast nam izbavlenjja: Ni bog, ni carj i ne geroj! Dobjjomsja my osvoboždenjja Svojeju sobstvennoj rukoj. Čtob svergnutj gnjot rukoj umeloj, Otvojevatj svojo dobro, – Vzduvajte gorn i kujte smelo, Poka železo gorjačo! Pripev Dovoljno krovj sosatj, vampiry, Tjurjmoj, nalogom, niščetoj! U vas – vsja vlastj, vse blaga mira, A naše pravo — zvuk pustoj! My žiznj postroim po-inomu – I vot naš lozung bojevoj: Vsja vlastj narodu trudovomu! A darmojedov vseh doloj! Pripev Prezrenny vy v svojom bogatstve, Uglja i stali koroli! Vy vaši trony, tunejadcy, Na naših spinah vozveli. Zavody, fabriki, palaty – Vsjo našim sozdano trudom. Pora! My trebujem vozvrata Tovo, čto vzjato grabežom. Pripev Dovoljno koroljam v ugodu Durmanitj nas v čadu vojny! Vojna tiranam! Mir Narodu! Bastujte, armii syny! Kogda ž tirany nas zastavjat V boju gerojski pastj za nih – Ubijcy, v vas togda napravim my žerla pušek bojevyh! Pripev Lišj my, rabotniki vsemirnoj Velikoj armii truda, Vladetj zemljoj imejem pravo, No parazity – nikogda! I jesli grom velikij grjanet Nad svoroj psov i palačej, – Dlja nas vsjo tak že solnce stanet sijatj ognjom svoih lučej. Pripev \| | Đứng lên, những kẻ bị nguyền rủa, tất cả những kẻ đói khổ và nô lệ của thế gian! Tâm trí phẫn uất của ta đang sục sôi, sẵn sàng đưa ta vào cuộc chiến sinh tử. Ta sẽ phá hủy thế giới bạo lực này xuống tận gốc rễ, và rồi ta sẽ xây một thế giới mới. Kẻ không có gì rồi có tất cả! Điệp khúc: (×2) Đây là trận cuối và quyết định; Với Quốc tế ca nhân loại quật khởi! Không ai sẽ cứu rỗi ta, không phải Chúa, không phải Sa hoàng, cũng chẳng phải Anh hùng. Ta sẽ giành lấy sự giải phóng, bằng chính đôi tay mình. Để lật đổ sự đàn áp với bàn tay điêu luyện, để lấy lại những gì thuộc về ta — Thổi lò rèn và giáng búa dứt khoát, khi sắt gang còn nóng! Điệp khúc Chúng mày đã hút quá nhiều máu rồi, lũ ma cà rồng, bằng tù ngục, tô thuế và đói nghèo! Chúng mày nắm hết quyền lực, tất cả phúc lành của thế gian, và lợi quyền của bọn ta đều là sáo rỗng! Bọn ta sẽ xây dựng cuộc sống khác — Và đây là khẩu hiệu xung trận của bọn ta: Tất cả quyền lực về tay nhân dân lao động! và thủ tiêu bọn ký sinh! Điệp khúc Đáng khinh tài sản của chúng mày , lũ vương quyền của than và sắt! Chúng mày đặt ngai vàng, lũ ký sinh, trên tấm lưng bọn ta. Tất thảy nhà máy, cung điện — Tất thảy đều từ bàn tay bọn ta. Tới lúc rồi! Bọn ta muốn đòi lại những thứ bị cướp khỏi tay mình. Điệp khúc Ý chí vua chúa đã đủ lắm rồi mụ mị ta vào khói mù chiến tranh! Chiến tranh cho bạo chúa! Hòa bình cho nhân dân! Bãi công đi, những đứa con binh nòi! và nếu bọn bạo chúa có xui khiến ta hy sinh tử trận vì chúng — Thì, quân giết người, bọn ta sẽ chĩa nòng súng về phía chúng mày! Điệp khúc Chỉ chúng ta, những công nhân của thế gian Đội quân cần lao vĩ đại, mới có quyền với mảnh đất này, riêng lũ ký sinh thì không đời nào! Và nếu sấm sét vang rền trên bầy chó săn và đao phủ, Với ta, mặt trời sẽ luôn sáng tỏ rạng ngời. Điệp khúc |
| Ký tự Cyrill | Ký tự Latinh |
| Вставай, проклятьем заклеймённый, Весь мир голодных и рабов! Кипит наш разум возмущённый И в смертный бой вести готов. Весь мир насилья мы разрушим До основанья, а затем Мы наш, мы новый мир построим, – Кто был ничем, тот станет всем. Припев: Это есть наш последний И решительный бой; С Интернационалом Воспрянет род людской! Никто не даст нам избавленья: Ни бог, ни царь и не герой! Добьёмся мы освобожденья Своею собственной рукой. Чтоб свергнуть гнёт рукой умелой, Отвоевать своё добро, – Вздувайте горн и куйте смело, Пока железо горячо! Припев Довольно кровь сосать, вампиры, Тюрьмой, налогом, нищетой! У вас – вся власть, все блага мира, А наше право – звук пустой ! Мы жизнь построим по-иному – И вот наш лозунг боевой: Вся власть народу трудовому! А дармоедов всех долой! Припев Презренны вы в своём богатстве, Угля и стали короли! Вы ваши троны, тунеядцы, На наших спинах возвели. Заводы, фабрики, палаты – Всё нашим создано трудом. Пора! Мы требуем возврата Того, что взято грабежом. Припев Довольно королям в угоду Дурманить нас в чаду войны! Война тиранам! Мир Народу! Бастуйте, армии сыны! Когда ж тираны нас заставят В бою геройски пасть за них – Убийцы, в вас тогда направим Мы жерла пушек боевых! Припев Лишь мы, работники всемирной Великой армии труда, Владеть землёй имеем право, Но паразиты – никогда! И если гром великий грянет Над сворой псов и палачей, – Для нас всё так же солнце станет Сиять огнём своих лучей. Припев | Vstavaj, prokljatjem zaklejmjonnyj, Vesj mir golodnyh i rabov! Kipit naš razum vozmuščjonnyj I v smertnyj boj vesti gotov. Vesj mir nasiljja my razrušim Do osnovanjja, a zatem My naš, my novyj mir postroim, – Kto byl ničem, tot stanet vsem. Pripev: Eto jestj naš poslednij I rešiteljnyj boj; S Internacionalom vosprjanet rod ljudskoj! Nikto ne dast nam izbavlenjja: Ni bog, ni carj i ne geroj! Dobjjomsja my osvoboždenjja Svojeju sobstvennoj rukoj. Čtob svergnutj gnjot rukoj umeloj, Otvojevatj svojo dobro, – Vzduvajte gorn i kujte smelo, Poka železo gorjačo! Pripev Dovoljno krovj sosatj, vampiry, Tjurjmoj, nalogom, niščetoj! U vas – vsja vlastj, vse blaga mira, A naše pravo — zvuk pustoj! My žiznj postroim po-inomu – I vot naš lozung bojevoj: Vsja vlastj narodu trudovomu! A darmojedov vseh doloj! Pripev Prezrenny vy v svojom bogatstve, Uglja i stali koroli! Vy vaši trony, tunejadcy, Na naših spinah vozveli. Zavody, fabriki, palaty – Vsjo našim sozdano trudom. Pora! My trebujem vozvrata Tovo, čto vzjato grabežom. Pripev Dovoljno koroljam v ugodu Durmanitj nas v čadu vojny! Vojna tiranam! Mir Narodu! Bastujte, armii syny! Kogda ž tirany nas zastavjat V boju gerojski pastj za nih – Ubijcy, v vas togda napravim my žerla pušek bojevyh! Pripev Lišj my, rabotniki vsemirnoj Velikoj armii truda, Vladetj zemljoj imejem pravo, No parazity – nikogda! I jesli grom velikij grjanet Nad svoroj psov i palačej, – Dlja nas vsjo tak že solnce stanet sijatj ognjom svoih lučej. Pripev |

### Lời tiếng Trung
| Quan thoại | Tiếng Đông Can | |
| --- | --- | --- |
| \| Hán giản thể \| Hán phồn thể \| Bính âm \| \| ---------------------------------------------------------------------------------------------------------------------------------------------------------------------------------------------------------------------------------------------------------------------------------------------------------------------------------------------------------------------------------------------------------------------------------------------------------------------------------------------------------------------------------------------------------------------- \| ---------------------------------------------------------------------------------------------------------------------------------------------------------------------------------------------------------------------------------------------------------------------------------------------------------------------------------------------------------------------------------------------------------------------------------------------------------------------------------------------------------------------------------------------------------------------- \| ------------------------------------------------------------------------------------------------------------------------------------------------------------------------------------------------------------------------------------------------------------------------------------------------------------------------------------------------------------------------------------------------------------------------------------------------------------------------------------------------------------------------------------------------------------------------------------------------------------------------------------------------------------------------------------------------------------------------------------------------------------------------------------------------------------------------------------------------------------------------------------------------ \| \| 起来，饥寒交迫的奴隶， 起来，全世界受苦的人！ 满腔的热血已经沸腾， 要为真理而斗争！ 旧世界打个落花流水， 奴隶们起来起来！ 不要说我们一无所有， 我们要做天下的主人！ 副歌： 这是最后的斗争， 团结起来到明天， 英特纳雄耐尔 就一定要实现。 从来就没有什么救世主， 也不靠神仙皇帝。 要创造人类的幸福， 全靠我们自己！ 我们要夺回劳动果实， 让思想冲破牢笼。 快把那炉火烧得通红， 趁热打铁才能成功！ 副歌 是谁创造了人类世界？ 是我们劳动群众。 一切归劳动者所有， 哪能容得寄生虫！ 最可恨那些毒蛇猛兽， 吃尽了我们的血肉。 一旦把他们消灭干净， 鲜红的太阳照遍全球！ 副歌 \| 起來，饑寒交迫的奴隸， 起來，全世界受苦的人！ 滿腔的熱血已經沸騰， 要為真理而鬥爭！ 舊世界打個落花流水， 奴隸們起來起來！ 不要說我們一無所有， 我們要做天下的主人！ 副歌： 這是最後的鬥爭， 團結起來到明天， 英特納雄耐爾 就一定要實現。 從來就沒有什麼救世主， 也不靠神仙皇帝。 要創造人類的幸福， 全靠我們自己！ 我們要奪回勞動果實， 讓思想衝破牢籠。 快把那爐火燒得通紅， 趁熱打鐵才能成功！ 副歌 是誰創造了人類世界？ 是我們勞動群眾。 一切歸勞動者所有， 哪能容得寄生蟲！ 最可恨那些毒蛇猛獸， 吃盡了我們的血肉。 一旦把他們消滅乾淨， 鮮紅的太陽照遍全球！ 副歌 \| Qǐlái, jīhánjiāopò de núlì, Qǐlái, quánshìjiè shòukǔ de rén! Mǎnqiāng de rèxuè yǐjīng fèiténg, Yào wèi zhēnlǐ ér dòuzhēng! Jiù shìjiè dǎ gè luòhuāliúshuǐ, Núlìmen, qǐlái!, qǐlái! Bú yào shuō wǒmen yìwúsuǒyǒu, Wǒmen yào zuò tiānxià de zhǔrén. Fù gē: Zhè shì zuìhòu de dòuzhēng, Tuánjié qǐlái, dào míngtiān, Yīngtènàxióngnài'ěr Jiù yídìng yào shíxiàn. Cónglái jiù méiyǒu shénme jiùshìzhǔ, Yě bú kào shénxiān huángdì. Yào chuàngzào rénlèi de xìngfú, Quán kào wǒmen zìjǐ. Wǒmen yào duóhuí láodòng guǒshí, Ràng sīxiǎng chōngpò láolóng. Kuài bǎ nà lúhuǒ shāo de tōnghóng, Chènrèdǎtiě cái néng chénggōng. Fù gē Shì shuí chuàngzào liǎo rénlèi shìjiè? Shì wǒmen láodòng qúnzhòng. Yíqiè guī láodòngzhě suǒyǒu, Nǎnéng róngde jìshēngchóng! Zuì kěhèn nàxiē dúshéměngshòu, Chījìn liǎo wǒmen de xuèròu. Yídàn bǎ tāmen xiāomiè gānjìng, Xiānhóng de tàiyáng zhào biàn quánqiú. Fù gē \| | Челэ, җихан җёподи нули, Челэ, чүан шыҗе шукўди жын! Манчёнди жәще йиҗи фыйтын, Ё ви җынлир дузын! Җю шыҗе дагә луәхуа люфи, Нулимын, челэ!, челэ! Бу ё фә вәму йиву суәю, Вәмуё зў тянщяди җўжын! Фугә: Зусы зуйхуди дузын, Туанҗе челэ, до минтян, Интернационал эр Җю йидин-ё шыщян. Цунлэ җю мыйю сынмә җюсы җў, Е бу ко шынщян хуонди. Ё чуонзо жынлыйди щинфу, Чүан ко вәму зыҗи. Вәмуё дуәхуэй лодун гуәсы, Жон сыщён чунпә лолун. Куэ ба на лўхуә шоди тунхун, Чынжә дате цэнын чынгун. Фугә Сы сый чуонзо лё жынлый шыҗе? Сы вәму лодун чунҗун. Йиче гуй лодунҗә суәю, Нанын жунди җишынчун! Зуй кәхын наще душә мыншу, Чыҗин лё вәмуди щежу. Йидан ба таму щёме ганҗин, Щянхунди тэён җобян чүанчю. Фугә | |
| Hán giản thể | Hán phồn thể | Bính âm |
| 起来，饥寒交迫的奴隶， 起来，全世界受苦的人！ 满腔的热血已经沸腾， 要为真理而斗争！ 旧世界打个落花流水， 奴隶们起来起来！ 不要说我们一无所有， 我们要做天下的主人！ 副歌： 这是最后的斗争， 团结起来到明天， 英特纳雄耐尔 就一定要实现。 从来就没有什么救世主， 也不靠神仙皇帝。 要创造人类的幸福， 全靠我们自己！ 我们要夺回劳动果实， 让思想冲破牢笼。 快把那炉火烧得通红， 趁热打铁才能成功！ 副歌 是谁创造了人类世界？ 是我们劳动群众。 一切归劳动者所有， 哪能容得寄生虫！ 最可恨那些毒蛇猛兽， 吃尽了我们的血肉。 一旦把他们消灭干净， 鲜红的太阳照遍全球！ 副歌 | 起來，饑寒交迫的奴隸， 起來，全世界受苦的人！ 滿腔的熱血已經沸騰， 要為真理而鬥爭！ 舊世界打個落花流水， 奴隸們起來起來！ 不要說我們一無所有， 我們要做天下的主人！ 副歌： 這是最後的鬥爭， 團結起來到明天， 英特納雄耐爾 就一定要實現。 從來就沒有什麼救世主， 也不靠神仙皇帝。 要創造人類的幸福， 全靠我們自己！ 我們要奪回勞動果實， 讓思想衝破牢籠。 快把那爐火燒得通紅， 趁熱打鐵才能成功！ 副歌 是誰創造了人類世界？ 是我們勞動群眾。 一切歸勞動者所有， 哪能容得寄生蟲！ 最可恨那些毒蛇猛獸， 吃盡了我們的血肉。 一旦把他們消滅乾淨， 鮮紅的太陽照遍全球！ 副歌 | Qǐlái, jīhánjiāopò de núlì, Qǐlái, quánshìjiè shòukǔ de rén! Mǎnqiāng de rèxuè yǐjīng fèiténg, Yào wèi zhēnlǐ ér dòuzhēng! Jiù shìjiè dǎ gè luòhuāliúshuǐ, Núlìmen, qǐlái!, qǐlái! Bú yào shuō wǒmen yìwúsuǒyǒu, Wǒmen yào zuò tiānxià de zhǔrén. Fù gē: Zhè shì zuìhòu de dòuzhēng, Tuánjié qǐlái, dào míngtiān, Yīngtènàxióngnài'ěr Jiù yídìng yào shíxiàn. Cónglái jiù méiyǒu shénme jiùshìzhǔ, Yě bú kào shénxiān huángdì. Yào chuàngzào rénlèi de xìngfú, Quán kào wǒmen zìjǐ. Wǒmen yào duóhuí láodòng guǒshí, Ràng sīxiǎng chōngpò láolóng. Kuài bǎ nà lúhuǒ shāo de tōnghóng, Chènrèdǎtiě cái néng chénggōng. Fù gē Shì shuí chuàngzào liǎo rénlèi shìjiè? Shì wǒmen láodòng qúnzhòng. Yíqiè guī láodòngzhě suǒyǒu, Nǎnéng róngde jìshēngchóng! Zuì kěhèn nàxiē dúshéměngshòu, Chījìn liǎo wǒmen de xuèròu. Yídàn bǎ tāmen xiāomiè gānjìng, Xiānhóng de tàiyáng zhào biàn quánqiú. Fù gē |

### Lời tiếng Việt
Đoạn 1:
Vùng lên! Hỡi các nô lệ ở thế gian
Vùng lên! Hỡi ai cực khổ bần hàn
Sục sôi nhiệt huyết trong tim đầy chứa rồi
Quyết phen này sống chết mà thôi.
Chế độ xưa ta mau phá sạch tan tành
Toàn nô lệ, vùng đứng lên đi
Nay mai cuộc đời của toàn dân khác xưa
Bao nhiêu lợi quyền ắt qua tay mình
Điệp khúc:
Đấu tranh này là trận cuối cùng
Kết đoàn lại để ngày mai
Lanh-téc-na-xi-ông-na-lơ
Sẽ là xã hội tương lai
Đoạn 2:
Những tên quỷ đói tham lam đội lốt người
Tàn sát đánh thuế, bóc lột lao động
Thủ tiêu, tàn sát dân lành và nô lệ
Bè lũ hung tàn đế quốc sài lang
Chúng chặt đầu, hung tợn và cướp bóc dã man
Ngọn cờ loang máu rên xiết kêu than
Chiến đấu chống lại quân thù tàn ác kia
Nguyện đem máu thù tưới lên ruộng đồng
Điệp khúc
Đoạn 3:
Chẳng ai sẽ cứu chúng ta khỏi hiểm nguy
Chẳng ai không chúa cũng không anh hùng
Vùng lên hỡi các dân tộc và nô lệ
Bằng sức lao động chân chính của ta.
Để phá tan xiềng xích nô lệ hung tàn
Để giành lại quyền lợi của chúng ta
Bước tiến - Đánh tan quân thù tàn ác kia !
Bao nhiêu lợi quyền ắt qua tay mình
Điệp khúc
Đoạn 4:
Chặn ngay, bè lũ xâm lăng, và giết người
Chặn ngay, những chiếc cánh bay quân thù
Sục sôi nhiệt huyết trong tâm đầy chứa rồi
Quyết phen này sống chết mà thôi
Hãy xây dựng một nhà nước của nhân dân
Và đây là khẩu hiệu của chúng ta:
Nông dân, thợ thuyền, công nhân đoàn kết lại
Bao nhiêu lợi quyền ắt qua tay mình!
Điệp khúc
Đoạn 5:
Vọng lên tiếng súng căm hờn của đấu tranh
Gào thét, đứng lên giành lại hòa bình
Vùng lên, đoàn kết đấu tranh và chống lại
Hãy chấm dứt sự nghèo đói của ta
Hãy phất cao cờ tranh đấu của chúng ta
Hãy thổi bùng lên ngọn lửa tháng Mười
Lê-nin dẫn đường nhân dân vượt khó khăn
Từ trong bão giông tiến lên huy hoàng!
Điệp khúc
Đoạn 6:
Vùng lên hãy phất cao ngọn cờ đấu tranh
Vững bước tiến theo ngọn cờ của Đảng
Tự do hạnh phúc độc lập ta quyết giành
Cuộc sống chúng ta bừng sáng mùa xuân
Đảng đã cho ta một mùa xuân đầy ước vọng
Đảng truyền cho ta niềm tin, tương lai
Thế giới quanh ta huy hoàng ngàn :tiếng ca
Vầng dương hé sáng khắp nơi có Đảng
Điệp khúc:
Phất cao ngọn hồng kỳ thắm tươi
Đảng của ta đã dẫn đường
Tổ quốc tươi đẹp phát triển
Chúng ta nguyện sẽ cống hiến!
Phất cao ngọn hồng kỳ thắm tươi
Đảng của ta đã chỉ lối
Hạnh phúc độc lập và tự do
Quyết xây đất nước tươi đẹp!